# Mestaruussarja 1958
Die Mestaruussarja 1958 war die 28. Spielzeit der finnische Fußballmeisterschaft seit deren Einführung im Jahre 1930. Sie wurde unter zehn Mannschaften vom 4. Mai bis 1. November ausgespielt.
Kuopion PS und Titelverteidiger Helsingin Palloseura hatten nach 18 Spieltagen die gleiche Punktzahl und trugen deshalb ein Entscheidungsspiel um die finnische Meisterschafts aus, das Kuopio mit 1:0 nach Verlängerung gewann. Kuopio wurde damit nach 1956 zum zweiten Mal finnischer Fußballmeister. Die letzten drei Vereine stiegen ab.

## Teilnehmende Mannschaften
| Langname                   | Abkürzung | Ort         | Vorjahr    |
| -------------------------- | --------- | ----------- | ---------- |
| Helsingin Palloseura       | HPS       | Helsinki    | 0Meister   |
| Haka Valkeakoski           | Haka      | Valkeakoski | 02. Platz  |
| Turku PS                   | TPS       | Turku       | 03. Platz  |
| Kuopion PS                 | KuPS      | Kuopio      | 04. Platz  |
| Ilves-Kissat Tampere       | IKissat   | Tampere     | 05. Platz  |
| HJK Helsinki               | HJK       | Helsinki    | 06. Platz  |
| Vaasan PS                  | VPS       | Vaasa       | 07. Platz  |
| Kotkan Työväen Palloilijat | KTP       | Kotka       | 08. Platz  |
| Helsingfors IFK            | HIFK      | Helsinki    | Aufsteiger |
| Vaasa IFK                  | VIFK      | Vaasa       | Aufsteiger |

## Abschlusstabelle
| Pl. | Verein                     | Sp. | S  | U | N  | Tore    | Diff. | Punkte |
| --- | -------------------------- | --- | -- | - | -- | ------- | ----- | ------ |
| 1.  | Kuopion PS                 | 18  | 13 | 0 | 5  | 040:220 | +18   | 26:10  |
| 2.  | Helsingin Palloseura (M)   | 18  | 11 | 4 | 3  | 038:260 | +12   | 26:10  |
| 3.  | Helsingfors IFK (N)        | 18  | 10 | 1 | 7  | 036:320 | +4    | 21:15  |
| 4.  | Turku PS                   | 18  | 9  | 2 | 7  | 047:340 | +13   | 20:16  |
| 5.  | HJK Helsinki               | 18  | 9  | 2 | 7  | 045:340 | +11   | 20:16  |
| 6.  | Vaasa IFK (N)              | 18  | 7  | 3 | 8  | 036:350 | +1    | 17:19  |
| 7.  | Haka Valkeakoski           | 18  | 6  | 4 | 8  | 028:270 | +1    | 16:20  |
| 8.  | Ilves-Kissat Tampere       | 18  | 7  | 2 | 9  | 033:410 | −8    | 16:20  |
| 9.  | Vaasan PS                  | 18  | 3  | 4 | 11 | 024:480 | −24   | 10:26  |
| 10. | Kotkan Työväen Palloilijat | 18  | 3  | 2 | 13 | 027:550 | −28   | 08:28  |

| (M) | amtierender Meister |
| (N) | Neuaufsteiger       |

## Kreuztabelle
| 1958 | 1958                       | KPS | HPS | HIF | TPS | HJK | IFV | HAK | IKT | VPS | KTP |
| 1.   | Kuopion PS                 |     | 4:1 | 0:2 | 3:2 | 2:0 | 3:2 | 2:0 | 2:1 | 6:1 | 4:1 |
| 2.   | Helsingin Palloseura       | 1:0 |     | 2:3 | 2:1 | 3:2 | 1:0 | 3:2 | 4:1 | 3:3 | 4:1 |
| 3.   | Helsingfors IFK            | 2:3 | 0:2 |     | 4:2 | 0:3 | 2:4 | 3:0 | 3:1 | 0:1 | 0:3 |
| 4.   | Turku PS                   | 4:1 | 2:2 | 2:0 |     | 0:2 | 5:2 | 3:3 | 1:2 | 2:0 | 8:2 |
| 5.   | HJK Helsinki               | 1:4 | 1:2 | 1:3 | 5:2 |     | 2:2 | 1:1 | 2:1 | 4:1 | 6:2 |
| 6.   | Vaasa IFK                  | 1:0 | 1:0 | 2:3 | 2:3 | 1:6 |     | 2:1 | 6:0 | 4:0 | 4:1 |
| 7.   | Haka Valkeakoski           | 1:0 | 2:2 | 0:1 | 2:0 | 4:1 | 0:0 |     | 2:0 | 4:0 | 3:1 |
| 8.   | Ilves-Kissat Tampere       | 0:1 | 0:0 | 3:3 | 1:5 | 4:2 | 4:1 | 3:1 |     | 5:1 | 3:2 |
| 9.   | Vaasan PS                  | 2:3 | 1:3 | 1:2 | 0:2 | 2:4 | 1:1 | 4:2 | 3:0 |     | 1:1 |
| 10.  | Kotkan Työväen Palloilijat | 0:2 | 2:3 | 2:5 | 1:3 | 0:2 | 3:1 | 1:0 | 2:4 | 2:2 |     |

## Entscheidungsspiele

### Um die finnische Meisterschaft
|            | Ergebnis  |                      |
| ---------- | --------- | -------------------- |
| Kuopion PS | 1:0 n. V. | Helsingin Palloseura |

Kuopio somit finnischer Meister 1958.

### Gegen den Abstieg
|                  | Ergebnis |                      |
| ---------------- | -------- | -------------------- |
| Haka Valkeakoski | 4:1      | Ilves-Kissat Tampere |

Tampere somit abgestiegen.

## Torschützenkönig
Kalevi Lehtovirta (Turku PS) und Kai Pahlman (Helsingin Palloseura) wurden mit 17 Treffern Torschützenkönige der Mestaruussarja 1958.

## Fußballpokal
Den finnischen Fußballpokal entschied Kotkan Työväen Palloilijat durch ein 4:1 über Kronohagens IF aus der zweiten Liga für sich. 3.000 Zuschauer sahen dieses Spiel im Olympiastadion von Helsinki.

## Internationales Abschneiden
Kuopion PS qualifizierte sich als Meister der Saison 1958 für den Europapokal der Landesmeister 1959/60:
- Meister Kuopion Palloseura (Landesmeisterpokal)
  - Vorrunde: zurückgezogen gegen  Eintracht Frankfurt